# Agnes von Nürnberg
Agnes von Nürnberg (* 1366; † 22. Mai 1432) war von 1409 bis 1430 oder 1431 Äbtissin des Klosters Hof.
Agnes stammte aus dem Haus der fränkischen Hohenzollern und war eine Tochter des Nürnberger Burggrafen Friedrich V. und der Elisabeth von Meißen. Früh für das Leben im Kloster bestimmt, schloss sie sich 1376 den Klarissen in Hof an. 1386 heiratete sie in Konstanz den Freiherrn Friedrich von Daber († 15. Juli 1410), kehrte aber ins Kloster zurück und wurde 1409 dessen Äbtissin. Nach dem Genealogen Alban von Dobeneck folgte sie ihrer Schwester als Äbtissin nach. 1430 führte die Bedrohung durch die Hussiten zur Flucht der Klosterschwestern nach Eger, heute Cheb.